# Gagea alexejana
Gagea alexejana är en liljeväxtart som beskrevs av Rudolf V. Kamelin och Igor Germanovich Levichev. Gagea alexejana ingår i Vårlökssläktet och i familjen liljeväxter.
Artens utbredningsområde är Tadzjikistan. Inga underarter finns listade.